# Notre-Dame (Matisse)
Pour les articles homonymes, voir Notre-Dame.
Notre-Dame est un tableau réalisé par le peintre français Henri Matisse vers 1900. Cette huile sur toile est un paysage urbain dominé par la cathédrale Notre-Dame de Paris. Elle est conservée au sein des collections de la Tate.